# 5-ヒドロキシイソ尿酸
5-ヒドロキシイソ尿酸（5-ヒドロキシイソにょうさん、5-hydroxyisourate）は、化学式がC5H4N4O4、分子量が184.110 g/molの化合物である。尿酸オキシダーゼによる尿酸の酸化で生成する。なお、5-ヒドロキシイソ尿酸は比較的不安定な物質であり、自発的にアラントインと二酸化炭素とに分解する。